# Gravtjärnen (Älgå socken, Värmland)
Gravtjärnen är en sjö i Arvika kommun i Värmland och ingår i Göta älvs huvudavrinningsområde. Sjöns area är 0,025 kvadratkilometer och den är belägen 237 meter över havet.